# Пельюуэ
Пельюуэ (исп. Pelluhue) — коммуна  в Чили. Административный центр коммуны — посёлок Куранипе. Население — 3 208 человек (2002).   Посёлок  и коммуна входит в состав провинции Каукенес и области Мауле.
Территория — 371 км². Численность населения — 7 571 жителя (2017). Плотность населения — 20,4 чел./км².

## Расположение
Посёлок  расположен в 99 км на юго-запад от административного центра области города Талька и в 31 км на северо-запад от административного центра провинции  города Каукенес.
Коммуна граничит:
- на северо-востоке — c коммуной Чанко
- на востоке — с коммуной Каукенес
- на юге — c коммуной Кобкекура

На западе коммуны расположен Тихий океан.

## Демография
Согласно сведениям, собранным в ходе переписи 2017 г  Национальным институтом статистики (INE),  население коммуны составляет:
| Полное население                          | Полное население                          | Полное население                          | Полное население                          | Полное население                          | 7 571 |
| ----------------------------------------- | ----------------------------------------- | ----------------------------------------- | ----------------------------------------- | ----------------------------------------- | ----- |
| в том числе:                              | Городское население                       | 4 081                                     | Процент городского населения, %           | 53,90                                     |       |
|                                           | Сельское население                        | 3 490                                     | Процент сельского населения, %            | 46,10                                     |       |
|                                           | Мужское население                         | 3 765                                     | Процент мужского населения, %             | 49,73                                     |       |
|                                           | Женское население                         | 3 806                                     | Процент женского населения, %             | 50,27                                     |       |
| Плотность населения, чел/км²              | Плотность населения, чел/км²              | Плотность населения, чел/км²              | Плотность населения, чел/км²              | Плотность населения, чел/км²              | 20,4  |
| Население коммуны в % к населению области | Население коммуны в % к населению области | Население коммуны в % к населению области | Население коммуны в % к населению области | Население коммуны в % к населению области | 0,72  |